# Cleo von Adelsheim
Cleopatra z Adelsheimu, známá pod uměleckým jménem Cleo von Adelsheim (německy Cleo / Celopatra Freiin von Adelsheim von Ernest, * 3. října 1987 v Bernu), provdaná princezna z Oettingen-Oettingenu a Oettingen-Spielbergu, je německo-chilská šlechtična z rodu Adelsheimů, herečka a modelka.

## Život
Cleo z Adelsheimu se narodila v roce 1987 v Bernu. Jejími rodiči jsou německý kameraman a video umělec Louis z Adelsheimu a Chilanka Lillian Elena Baettig Rodriguezová.
Cleo vyrůsatla v Chile, navětěvovala anglickou školu v Santiagu de Chile a později navštěvovala internátní školu na zámku Salem.
Maturitu absolvovala na anglické internátní škole Hurtwood House, a poté studovala mezinárodní komunikaci a žurnalistiku na Americké univerzitě v Paříži.
V roce 2013 absolvovala herectví na Centro de Cinematografia de Catalunya v Barceloně. 

### Manželství a rodina
4. června 2016 se provdala s Franze Albrechta, dědičného prince z Oettingen-Oettingenu a Oettingen-Spielbergu. Civilní obřad vedl starosta města Adelsheim  a církevní obřad se odehrál 9. července 2016 v kostele sv. Jakuba v bavorském Oettingenu.    Za družičky nevěsty šly Isabella Gaetani princezna z Lobkowicz a Beatrice Borromeo.  Svatební hostina, jíž se zúčastnilo na osm set hostů, včetně prince Harryho, vévody ze Sussexu, prince Maxe Emanuela Bavorského, či Pierra Casiraghiho, se konala na zámku Oettingen.       
Manželé žijí ve španělském Madridu, v sousedství Kristiána Hannoverského a jeho manželky Alessandry de Osma.
8. září 2017 se manželům narodila dcera, princezna Matilda Galilea,  10. srpna 2019 syn, princ Louis-Albrecht.  V únoru 2023 princezna Cleopatra oznámila, že čekají své třetí dítě.

## Filmografie
- 2012: La Numero 4 (krátký film)
- 2012: Collage (krátký film)
- 2012: Entre Lineas (krátký film)
- 2012: Extraño Perfecto (krátký film)
- 2013: Seduction (krátký film)
- 2015: Prinzessin Maleen (tv film)
- 2015: SOKO Köln (epizoda: Nackte Tatsachen/Nahé skutečnosti)
- 2017: Der Kriminalist (epizoda: Schattenmädchen/Dívka ve stínu)